# Automatización de pruebas
En las pruebas de software, la automatización de pruebas consiste en el uso de software especial (casi siempre separado del software que se prueba) para controlar la ejecución de pruebas y la comparación entre los resultados obtenidos y los resultados esperados. La automatización de pruebas permite incluir pruebas repetitivas y necesarias dentro de un proceso formal de pruebas ya existente o bien adicionar pruebas cuya ejecución manual resultaría difícil.

## Generalidades
Algunas pruebas de software tales como las pruebas de regresión intensivas de bajo nivel pueden ser laboriosas y consumir mucho tiempo para su ejecución si se realizan manualmente. Adicionalmente, una aproximación manual puede no ser efectiva para encontrar ciertos tipos de defectos, mientras que las pruebas automatizadas ofrecen una alternativa que lo permite. Una vez que una prueba ha sido automatizada, esta puede ejecutarse repetitiva y rápidamente en particular con productos de software que tienen ciclos de mantenimiento largo, ya que incluso cambios relativamente menores en la vida de una aplicación pueden inducir fallos en funcionalidades que anteriormente operaban de manera correcta.
Existen dos aproximaciones a las pruebas automatizadas:
- Pruebas manejadas por el código: Se prueban las interfaces públicas de las clases, módulos o bibliotecas con una variedad amplia de argumentos de entrada y se valida que los resultados obtenidos sean los esperados.
- Pruebas de Interfaz de Usuario: Un marco de pruebas genera un conjunto de eventos de la interfaz de usuario, tales como teclear, hacer click con el ratón e interactuar de otras formas con el software y se observan los cambios resultantes en la interfaz de usuario, validando que el comportamiento observable del programa sea el correcto.

La elección misma entre automatización y ejecución manual de pruebas, los componentes cuya prueba será automatizada, las herramientas de automatización y otros elementos son críticos en el éxito de las pruebas, y por lo regular deben provenir de una elección conjunta de los equipos de desarrollo, control de calidad y administración. Un ejemplo de mala elección para automatizar, sería escoger componentes cuyas características son inestables o su proceso de desarrollo implica cambios continuos.

## Pruebas manejadas por el código
En el desarrollo contemporáneo de software existe una tendencia creciente a usar Frameworks como los denominados XUnit (por ejemplo JUnit y NUnit) que permiten la ejecución de pruebas unitarias para determinar cuándo varias secciones del código se comportan como es esperado en circunstancias específicas. Los casos de prueba describen las pruebas que han de ejecutarse sobre el programa para verificar que este se ejecuta tal y como se espera.
La automatización de pruebas es una característica clave del desarrollo ágil de software en donde se le conoce como "desarrollo guiado por pruebas". En ellas, las pruebas unitarias se escriben antes que el código que genera la funcionalidad. Solo cuando el código pasa exitosamente las pruebas se considera completo. Cuando hay cambios, el programador descubre inmediatamente cualquier defecto que rompa los casos de prueba lo cual baja el costo de la reparación.
Dos inconvenientes de este estilo de trabajo son:
1. Algunas veces se "desperdicia" la capacidad del programador escribiendo las pruebas unitarias. El entrecomillado se debe precisamente que asegurar la calidad del producto no es desperdicio alguno.
2. Normalmente se prueban los requerimientos básicos o el flujo normal del caso de uso en vez de todos los flujos alternativos, dado que extender las pruebas más allá de la prueba base eleva el costo del producto. En algunas ocasiones los flujos alternativos son probados por un equipo de pruebas más o menos independiente del equipo de desarrollo.

## Pruebas de Interfaz de Usuario
Muchas herramientas de automatización de pruebas proveen características para grabar y reproducir acciones del usuario para posteriormente ejecutarlas un número indefinido de veces, comparando resultados obtenidos con resultados esperados. La ventaja de esta aproximación a la automatización es que requiere de menos desarrollo de software, sin embargo el confiar en estas características del software lo hace menos confiable en la medida que muchas veces dependen de la etiqueta o posición del elemento de interfaz, y, al cambiar, el caso de prueba debe ser adaptado al cambio o probablemente fallar.
Una variante de estas pruebas es la prueba de sistemas basados en la web en las que la herramienta de prueba ejecuta acciones sobre el navegador e interpreta el HTML resultante.
Una variación más es la automatización sin scripts, que no usa grabación y reproducción de acciones sino que construye un modelo de la Aplicación Bajo Prueba ABP (AUT en sus siglas en inglés) que permite a la persona que verifica ("tester") crear pruebas simplemente editando parámetros y condiciones.